# Научный архив Российской академии образования
Научный архив РАО был основан в 1944 году. В него  включено более 140 архивных фондов за период с конца XVII века по настоящее время. Общий объём фонда составляет свыше 100 тысяч дел. Архив содержит материалы по истории российского образования и педагогики. Архив территориально расположен в поселке городского типа «Горки Ленинские»  Ленинского района Московской области.

## Архивные фонды
В архиве хранятся личные документы известных российских деятелей образования – педагогов, методистов, и психологов, начиная с конца XIX века. Они включают в себя – письма, мемуары, автобиографические записки. Часть фонда архива составляют архивные документы научно-исследовательских учреждений Народного комиссариата просвещения РСФСР (1918–1943) и Академии педагогических наук (с 1991 – Российская академия образования).  Эти документы исчерпывающе показывают процесс становления и трансформации советской школы и педагогики в годы советской власти. Большой массив документов архивного фонда посвящён начальной и средней общеобразовательной школе. Документы архива дают достаточно полное представление об истории российской земской школы конца 19 – начала 20 веков. Также архив содержит фонд диссертаций по педагогике и истории образования.